# The Oracle
The Oracle es el quinto álbum de estudio de la banda de metal alternativo estadounidense Godsmack. Fue lanzado en los EE. UU. el 4 de mayo de 2010. El Oráculo es el álbum de Godsmack primero en ser producido por Dave Fortman. El Oráculo también marca el primer álbum de Godsmack estudio que se lanzará desde el 2006 IV. El lapso de más de cuatro años entre el cuarto álbum y Oracle La marca más larga brecha entre álbumes de estudio en la carrera de Godsmack.

## Haciendo la grabación
En 2009, después de una pausa de dos años, Sully Erna anunció escritura está en marcha para el expediente de estudio de la banda quinto, con el registro de probabilidades de ser puesto en libertad 4 de mayo de 2010.
El 16 de marzo de 2009, mientras Godsmack estaban en el medio de la redacción del nuevo disco, Mötley Crüe anunció la alineación para su segunda gira anual festival de verano, Crüe Fest 2, que incluía Godsmack. Como resultado de ello, Sully Erna declaró en una entrevista con ArtisanNewsService la banda tuvo que posponer el proceso de escritura hasta que la gira se terminó el 5 de septiembre de 2009, "Estábamos en el medio de la redacción del acta, y habíamos resolver algo que proceso por un minuto y lo pospuso. Así que la idea ahora es terminar, ya sabes, este tour y obtener el derecho al estudio, terminar el registro, colóquelo a principios de 2010 y el fuego de una gran gira mundial. "
Durante el Crüe Fest 2, Godsmack lanzó su primer sencillo en casi dos años desde el lanzamiento de "Good Times, Bad Times en 2007." Resacón en Las Vegas Whiskey "alcanzó el número 1 en el Billboard Hot Mainstream Rock Tracks, y se convirtió en un concierto elemento básico en Godsmack espectáculos durante el festival de verano.
11 de noviembre de 2009, Shannon Larkin anunció la banda está trabajando con el productor Dave Fortman con la banda con la esperanza de obtener el álbum en febrero de 2010. 8 de febrero de 2010, Godsmack nombre oficial de su nuevo álbum The Oracle, después de que inicialmente llamándolo Saints & Sinners. 26 de febrero de 2010, fue anunciado en el sitio web oficial de la banda The Oracle dará a conocer 4 de mayo de 2010, con el listado de la pista final que se reveló el mismo día.

### Escritos de canciones
El proceso de escritura, de acuerdo con Shannon Larkin, era de colaboración, señalando que los cuatro miembros de la banda escribieron las canciones y Sully se le ocurrió la letra:
"Es colaborativo. Estamos todos en la sala y escribimos las canciones. Sully pasos con las voces. Así que escribir toda la música en primer lugar por lo general, y luego se toma la cinta de la música y empieza a hacer lo lírico, escribiendo letras y melodías, y entonces vendrá sobre excitado y canta con nosotros, y vamos a ser "sí" o "no." Pero él es bastante grande para que ya no se emocionan mucho, así que cuando se pone algo que él piensa que es bueno, por lo general es muy bueno. "
Luego añade: "Como he dicho, cuando me dijo de colaboración, en el nuevo disco lo hicimos todos los cuatro de nosotros en una habitación. Al igual que los cuatro, vamos a tocar un riff, voy a entrar con la batería, y lo siguiente que sé se atasque, y luego suena como un verso, o un coro o una avería. y luego detendré. "hombre Bien, tenemos un gran verso, vamos a tratar de conseguir un coro para ello". Así que, ya sabes, así es como va el proceso. Así que es una colaboración de toda la banda, mucho más que nunca ".
Al ser entrevistado por Horror Bloody Good, Sully Erna se describe el proceso de escritura como colaboración a partes iguales entre los cuatro miembros de la banda, afirmando que "Fue realmente una colaboración a partes iguales entre los cuatro de nosotros. Todos nos sentamos y discutimos lo que quería y esperaba de cada uno de nosotros en este álbum, y maldita sea, entregamos cada partícula de ella. "

### Producción
The Oracle fue grabado y producido por Dave Fortman, quien ha trabajado con bandas como Ritual Superjoint, Mudvayne, Otep, Slipknot en su nuevo álbum cuarto trabajo de estudio titulado All Hope Is Gone, y Simple Plan, así como en dos de Evanescence multi-venta de discos de platino, The Open Door y Fallen.
De acuerdo con Sully Erna, que estaba buscando un productor que es conocida por producir grandes álbumes. Cuando Sully hablado de algunos productores que están interesados en trabajar con, Shannon sugirió Dave Fortman, "¿Tienes el poderoso productor de Dave Fortman que lo había hecho antes en una banda llamada Ugly Kid Joe. Jugué con él durante cinco años, recorrió el mundo con él. Ama al hombre, que es uno de los más divertidos tíos a la vez. Después de Sully conoció a Dave que era bastante más porque Dave es un tipo muy agradable estar cerca y muy gracioso, te hace sentir cómodo en todos los sentidos ", dijo Shannon. [4]
Sobre trabajar con Dave Fortman, Sully Erna anunció que la banda va a grabar su próximo álbum con Dave Fortman otra vez, afirmando que: "Déjame decirte esto ... Definitivamente voy a grabar otro disco con él de nuevo. Si no cada uno. ese tipo no es sólo el más gracioso que he conocido, pero él realmente sabe cómo producir y hacer sugerencias que son relevantes e importantes para la decisión de la canción ".
Con Dave Fortman producir el oráculo, la banda se tomó un enfoque diferente técnica de grabar sus canciones. Mientras trabajaba en el Oracle en el estudio, la banda optó por el que se establecen una pista a la vez, en lugar de grabar piezas de composite y luego montarlas de manera a trozos.

## Promoción
El 15 de enero de 2010, la banda se unió a Rockpit.com para promocionar el álbum, creando una serie de quince webisodes para los fanáticos de Godsmack que describen el proceso, los rituales y la metodología de elaboración de Oracle. Cada webisodio está lleno de contenido exclusivo detrás de cámaras, entrevistas y adelantos en sus nuevas canciones.
Cuando Daniel Catullo se le preguntó sobre la idea de documentar las decisiones El Oracle, afirmó que, "Sentimos que en el transcurso de los 10 años de la banda de rodaje me lo han hecho todo, el espectáculo estadio, el rendimiento acústico íntimo pequeño, el show arena y la mini-película. la única cosa que no hemos hecho fue el documento de la grabación de un disco. francamente era lo único que queda por hacer con ellos que no se repite la historia! "
El primer sencillo oficial del álbum es "Cryin 'Like a Bitch". Recibió airplay de radio el 23 de febrero de 2010. 
Desde el lanzamiento de "Cryin 'Like a Bitch", Godsmack ha lanzado oficialmente tres canciones más. "Love-Hate-Sex-Pain", "What If" y "Saints and Sinners" fueron puestos en libertad el 6 de abril, 13 de abril y 26 de abril respectivamente. Todas las canciones fueron puestos a disposición para descargar a través de iTunes. "Saints and Sinners", "Swing Devils", "The Oracle", y otras canciones inéditas, entre ellas "Cryin 'Like a Bitch", y "Love-Hate-Sex-Pain" se pusieron a disposición para escuchar en 98Rock.com .
El 29 de abril, Sully Erna fue entrevistado por WAAF (FM) para su exclusivo show de radio, titulado "Takeover Radio Godsmack". Durante la entrevista sesenta minutos, "Love-Hate-Sex-Pain", "What If", "Good Day to Die", "Shadow of a Soul" y "Forever Avergonzado", se estrenó en todo el radio de la primera tiempo.
El 3 de mayo, Godsmack hizo una aparición en The Tonight Show con Jay Leno en el que interpretó "Cryin 'Like a Bitch" en vivo por primera vez.

## Listado de canciones
Todas las canciones escritas y compuestas por Godsmack. 
| Standard single disc edition |                             |          |  |
| N.º                          | Título                      | Duración |  |
| 1.                           | «Cryin' Like a Bitch»       | 3:23     |  |
| 2.                           | «Saints and Sinners»        | 4:09     |  |
| 3.                           | «War and Peace»             | 3:09     |  |
| 4.                           | «Love-Hate-Sex-Pain»        | 5:15     |  |
| 5.                           | «What If?»                  | 6:35     |  |
| 6.                           | «Devil's Swing»             | 3:30     |  |
| 7.                           | «Good Day to Die»           | 3:55     |  |
| 8.                           | «Forever Shamed»            | 3:23     |  |
| 9.                           | «Shadow of a Soul»          | 4:44     |  |
| 10.                          | «The Oracle» (Instrumental) | 6:22     |  |

| Deluxe / limited editions |                                     |          |  |
| N.º                       | Título                              | Duración |  |
| 11.                       | «Whiskey Hangover»                  | 3:47     |  |
| 12.                       | «I Blame You»                       | 3:08     |  |
| 13.                       | «The Departed» (iTunes bonus track) | 5:52     |  |

## Charts posiciones
| Chart (2010)                    | Peak position |
| ------------------------------- | ------------- |
| US Billboard 200                | 1             |
| US Billboard Rock Albums        | 1             |
| US Billboard Digital Albums     | 1             |
| US Billboard Alternative Albums | 1             |
| US Billboard Hard Rock Albums   | 1             |
| Canadian Albums Chart           | 2             |
| Greek Albums Chart              | 11            |
| German Albums Chart             | 72            |

|

### Year-end charts
| Chart (2010)                    | Posición |
| ------------------------------- | -------- |
| US Billboard 200                | 71       |
| US Billboard Rock Albums        | 13       |
| US Billboard Alternative Albums | 8        |
| US Billboard Hard Rock Albums   | 4        |

|}

### Singles
Billboard (America)
| Year | Single                | Peak positions | Peak positions | Peak positions | Peak positions | Peak positions |
| Year | Single                | US             | US Main.       | US Heat.       | US Alt.        | US Rock        |
| ---- | --------------------- | -------------- | -------------- | -------------- | -------------- | -------------- |
| 2009 | "Whiskey Hangover"    | 102            | 1              | 16             | 20             | 7              |
| 2010 | "Cryin' Like a Bitch" | 74             | 1              | 1              | 25             | 7              |
| 2010 | "Love-Hate-Sex-Pain"  | -              | 2              | 23             | 24             | 5              |
| 2011 | "Saints and Sinners"  | -              | 25             | -              | -              | 35             |